# Zhang Hanlan
Zhang Hanlan (19 de julho de 1979) é uma basquetebolista profissional chinesa.

## Carreira
Zhang Hanlan integrou a Seleção Chinesa de Basquetebol Feminino, em Pequim 2008 que terminou na quarta colocação. 

## Títulos
- Jogos Asiáticos: 2002 e 2006.